# Elvino Vardaro
Elvino Vardaro (Buenos Aires, Argentina, 18 de junio de 1905 - Córdoba, Argentina, 5 de agosto de 1971) fue un director de orquesta, compositor y violinista argentino que inició su carrera como músico de tango en 1921 y la finalizó integrando una orquesta sinfónica.

## Primeros años
Su nombre proviene del conde Elvino, protagonista de la ópera La sonámbula de Vincenzo Bellini, que le eligió su padre que era amante de la música lírica. Su familia vivía en el barrio del Abasto y su hermana mayor Margarita estudiaba piano.
Comenzó a estudiar música a los cuatro años a pesar de que un año antes a raíz de un accidente había perdido la primera falange del pulgar de su mano derecha. Sus maestros fueron Fioravanti Brugni, el concertista belga George Baré y el violinista Doro Gorgatti.
El 10 de julio de 1919  debutó con un recital de violín en el Salón La Argentina, de la calle Rodríguez Peña 361, el mismo que estuvo íntimamente vinculado al tango al punto de ser inmortalizado en Te espero en Rodríguez Peña, el tango que en 1946 compuso Héctor Varela con letra de Carlos Waiss. Aquel recital de Vardaro, sin embargo, estuvo consagrado a obras clásicas de Mendelssohn, Bach, Chaikovski, etc.
Comenzó muy joven a trabajar en cines acompañando con su instrumento a las películas mudas que se exhibían en el cine Colón, y en ese quehacer conoció a los pianistas Rodolfo Biagi y Luis Visca que tocaban con él.

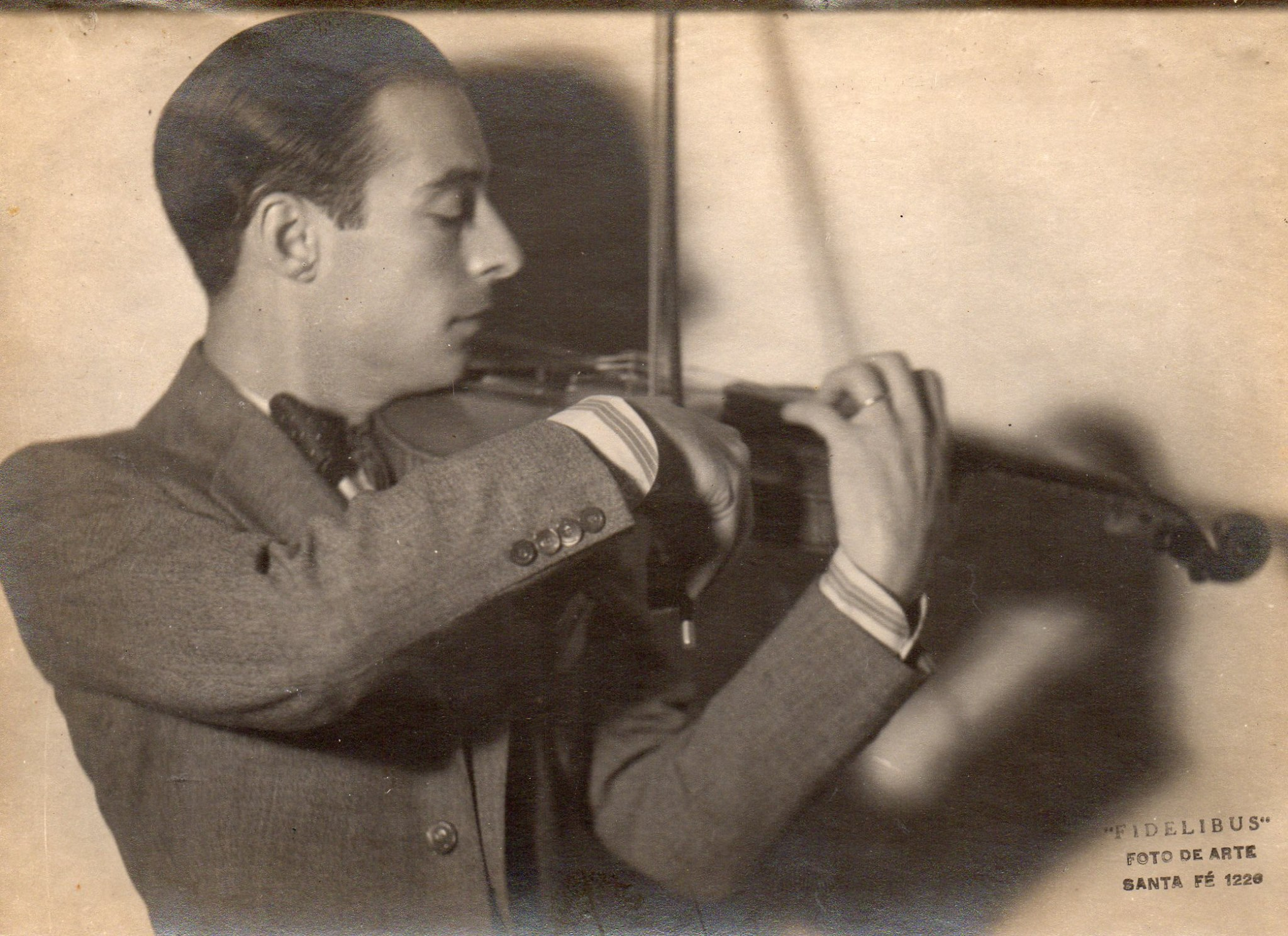
Elvino Vardaro tocando el violín.

## Sus comienzos en orquestas de tango
En 1922 se incorporó a la orquesta dirigida por Juan Maglio "Pacho" y cuando se separa de la misma pasa a tocar en el conjunto de la bandoneonista Paquita Bernardo.
En 1923 ingresa a la orquesta de Roberto Firpo y comparte la línea de violines con Octavio Scaglione y Cayetano Puglisi que con el tiempo se convertiría en su mejor amigo.
En 1926 Pedro Maffia se separó de Julio De Caro y formó su propio conjunto integrado por Osvaldo Pugliese al piano, Pedro Maffia y Alfredo De Franco en bandoneón, Elvino Vardaro y Emilio Puglisi en violín y Francisco De Lorenzo en contrabajo. De ese año es su primera obra: el tango Grito del alma.
También en 1926 Vardaro fue contratado por la grabadora Victor e interviene en todos los conjuntos formados por la misma, tales como la Orquesta Típica Victor, la Orquesta Victor Popular, la Orquesta Típica Porteña, Orquesta Los Provincianos, también en las formaciones de: Juan Guido, Luis Petrucelli, Eduardo Pereyra y Adolfo Carabelli y en el Trío Victor, primero con el pianista Eduardo Pereyra y el bandoneonista Ciriaco Ortiz y luego con los guitarristas Oscar Alemán y Gastón Bueno Lobo.

## Sus propios conjuntos
En 1929 se unió a Osvaldo Pugliese y bajo el rubro Vardaro-Pugliese codirigieron un sexteto que se mantuvo hasta 1931. Luego organizó un sexteto con Aníbal Troilo y Jorge Argentino Fernández, en bandoneón, Hugo Baralis y el propio Vardaro en violín, Pedro Caracciolo, en  contrabajo y José Pascual, quien también hacía los arreglos, en piano, que debutó el 1* de abril de 1933 en el café "Germinal". 
En 1935 se incorporó al conjunto un bandoneón más a cargo de Eduardo Marino y en 1937 las exigencias radiales hicieron que se ampliara a trece integrantes. Los vocalistas fueron: Francisco Alfredo Marino, Carlos Lafuente, Guillermo Arbós y Nelly de la Vega. Este conjunto actuó en cafés, radios y cabarés en Buenos Aires y también en Montevideo, donde hizo exitosas temporadas en el Tupí Nambá. 
En 1936 fue elegido el mejor violinista de tango en una encuesta auspiciada por la revista Sintonía.
En 1938 estuvo asociado durante un año con Lucio Demare en un conjunto en el cual el vocalista era Juan Carlos Miranda y que tenía la peculiaridad de contar con dos pianos.
Luego de un retiro en Córdoba reapareció en 1941 dirigiendo la orquesta de jazz Brighton Jazz con la cual actuó en Radio El Mundo, confiterías y cabarés  y grabó un disco con dos temas, uno de los cuales Violinomanía, compuesto por Argentino Galván, estaba dedicado a Vardaro e inspirado en su virtuosismo.
Durante algunos años alternó su trabajo en la orquesta de Joaquín Do Reyes con actuaciones en Radio El Mundo.
En los '40 y los '50 tuvo actuación con diversas orquestas: las de Adolfo Pérez "Pocholo", de Osvaldo Fresedo, de Joaquín do Reyes, de Fulvio Salamanca.
En 1944 actuó en Montevideo con orquesta propia y los cantores Alberto Montiel y Héctor Scelza. En 1950 volvió a integrar la orquesta de Joaquín do Reyes y en 1953 a propuesta de Martín Darré, que era director del sello Columbia, formó una orquesta con su nombre y grabó los tangos Pico de oro, de Juan Carlos Cobián y El cuatrero de Agustín Bardi. Los arreglos los hizo Héctor María Artola, y entre los músicos estaban el bandoneonista Antonio Marchese, el pianista César Zagnoli y el contrabajista Alfredo Sciarreta.

## Años finales
Entre 1955 y 1961, integró la orquesta de cuerdas y el quinteto de Astor Piazzolla, alternando con la orquesta de Carlos Di Sarli, en los tres años finales de la misma. En sus últimos años estaba radicado en Argüello, una localidad vecina a la ciudad de Córdoba, actuando en la orquesta sinfónica de esa provincia hasta su muerte ocurrida el 5 de agosto de 1971.

## Valoración
Según el músico, escritor e investigador Luis Adolfo Sierra:
De afinación perfecta, tuvo el absoluto dominio del instrumento y de los recursos de ejecución; con profundo conocimiento de todos los secretos del mecanismo violinístico. Lució siempre, impecable destreza en el manejo del arco y una dúctil mano izquierda que le permitía llegar a las notas más agudas con naturalidad. Sus fraseos los embellecía con el agregado de sutiles mordentes y apoyaturas de precisa realización. Vibrato inconfundible y romántico lirismo en todas sus interpretaciones. Relevante personalidad al extremo que su sonido inconfundible destacaba siempre su participación, sin proponérselo, en cualquiera de las tantas filas de violines que integró. Sin haber pretendido nunca un lucimiento personal, su presencia era siempre advertida. Si bien en esencia fue producto de la escuela decareana, su estilo violínistico fue totalmente distinto al de Julio De Caro.

## Sus composiciones
- Grito del alma" o Tinieblas (letra de Juan Velich)
- Dominio (letra de Luis Rubistein)
- Imaginación (vals en colaboración con Oscar Arona y letra de Francisco García Jiménez)
- Amalia (polca)
- Mía (con la colaboración de Oscar Arona y letra de Celedonio Flores)
- Te llama mi violín (letra de Cátulo Castillo)
- Un beso
- Y a mí qué me importa (con la colaboración de Eduardo Moreno)
- El repique
- Miedo (con la colaboración de Oscar Arona y letra de Francisco García Jiménez)
- Fray milonga (con letra de Francisco García Jiménez)

## Filmografía
- Senderos de fe (intérprete 1938)
- El último encuentro (intérprete 1938)
- Así es el tango (música 1937)
- Radio Bar (intérprete 1936)